# Liga Lombardzka

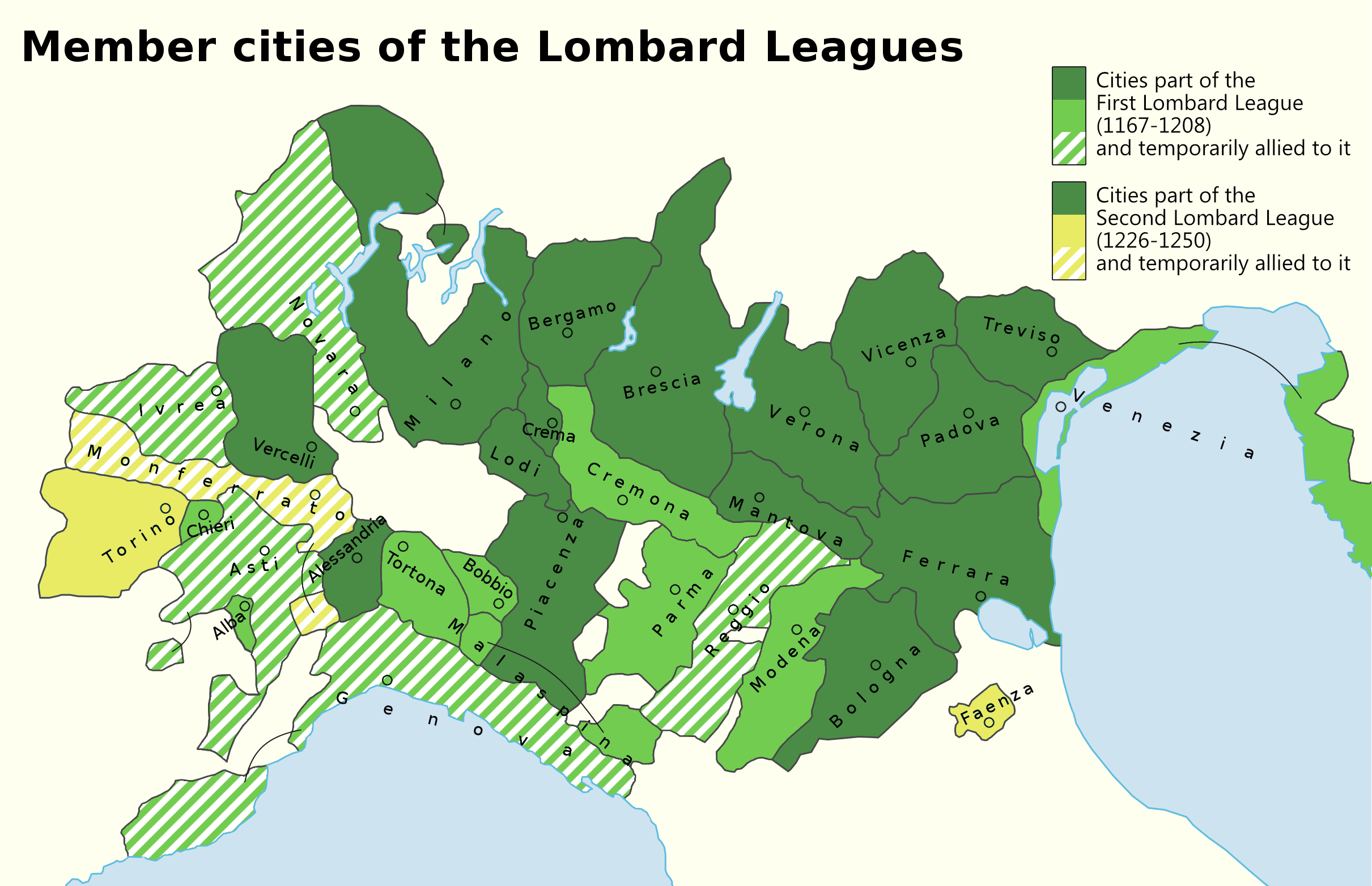
Członkowie Pierwszej i Drugiej Ligi Lombardzkiej

Liga Lombardzka – związek miast północnowłoskich zawarty 1 grudnia 1167 roku przez 16 (później 20) lub 22 wielkie municypia, między innymi: Mediolan, Cremonę, Piacenzę, Mantuę, Bergamo, Brescię, Bolonię, Padwę, Treviso, Vicenzę, Weronę, Lodi i Parmę, a także przez niektórych właścicieli ziemskich, jak Markiz Malaspina czy Ezzellino da Romano. Została zawarta przeciwko Fryderykowi I Barbarossie dążącemu do zniszczenia ich autonomii. Ubiegał się o zyskanie nad nimi całkowitej kontroli na sejmie w Roncaglia (1158). 
Liga zyskała poparcie papieża Aleksandra III, który również życzył sobie upadku imperializmu we Włoszech. 29 maja 1176 zjednoczone siły Ligi pokonały pod Legnano wojska Fryderyka I, który przez pokój wenecki zawarł sześcioletni rozejm (1177-1183), do czasu zawarcia pokoju w Konstancji, gdzie włoskie miasta zgodziły się pozostać lojalnymi wobec Imperium, ale zatrzymały jurysdykcję ponad ich terenami.
W roku 1226 Liga Lombardzka została odnowiona przez 25 miast jednoczących się przeciwko Fryderykowi II, próbującemu zyskać jeszcze większą władzę we Włoszech. Wojska Ligi zostały pokonane w bitwie pod Cortenuova 27 listopada 1237, potwierdzając reputację Cesarza jako sprawnego stratega. Przełomowym momentem był etap, kiedy nienawiść cesarza do Ligi była tak silna, że uniemożliwiła mu racjonalny pogląd i szansę pokojowego porozumienia, czego świadectwem było odrzucanie wszystkich mediolańskich inicjatyw pokojowych i upieranie się przy bezwarunkowej kapitulacji. W październiku 1238 Fryderyk II bez powodzenia zakończył oblężenie Brescii. Liga, kolejny raz otrzymawszy poparcie papieża, skutecznie przeciwdziałała wysiłkom cesarza. Została rozwiązana w roku 1250, po śmierci Fryderyka II.